# Дорче-Пиаз
Дорче́-Пиа́з или Дарче́-Пиа́з (перс. درچه‌پیاز‎) — город в центральном Иране, в провинции Исфахан. Входит в состав шахрестана  Хомейнишехр.

Основу экономики города составляет сельскохозяйственное производство.

## География
Город находится в южной части Исфахана, в гористой местности, на левом берегу реки Заянде, на высоте 1581 метра над уровнем моря.
Дорче-Пиаз расположен на расстоянии нескольких километров к юго-западу от Исфахана, административного центра провинции и на расстоянии 333 километров к югу от Тегерана, столицы страны. Ближайший аэропорт расположен в городе Исфахан.

## Население
По данным переписи, на 2006 год население составляло 43 183 человек.
| 1986   | 1991   | 1996   | 2006   | 2012   |
| ------ | ------ | ------ | ------ | ------ |
| 28 211 | 31 450 | 33 356 | 43 183 | 48 738 |